# مايا أبو الحيات
مايا أبو الحيّات (1980) روائية، وشاعرة، وحكواتية، ومترجمة فلسطينية من مواليد بيروت. ُصدر لها ثلاث روايات وثلاث مجموعات شعرية. وحظيت مؤلفاتها باعتراف عالمي وترجمت البعض من قصصها إلى لغات مختلفة. كما عملت أبو الحيات كممثلة، وادارت ورشة فلسطين للكتابة. ولعبت أبو الحيات دور بارز في مجال أدب الأطفال، فكتبت وقدمت برامج تلفزيونية للأطفال من بينها ”إفتح يا سمسم“، وتميزت بكتابتها لقصص الأطفال.

## الحياة الشخصية
ولدت أبو الحيات لأم لبنانية وأب فلسطيني.
تنقلت أبو الحيات بين عمّان وتونس قبل أن تستقر في في مدينة القدس المحتلّة فلسطين مع عائلتها.
كونت أبو الحيات أسرتها الخاصة، وأنجبت كيان وكاثرين وميّا.

## التعليم
حصلت على درجة البكالوريوس في الهندسة المدنية من جامعة النجاح الوطنية في مدينة نابلس عام 2003.

## السيرة المهنية
عملت أبو الحيات حكواتية وممثلة، حيث لعبت دور في فيلم ”الحب والسرقة ومشاكل أخرى“ من إخراج مؤيد عليان. كما ترأست جمعية فلسطين للكتابة المتخصصة في التشجيع على القراءة من خلال تنظيم برامج لتعليم الكتابة الإبداعية، وإنتاج قصص للأطفال واليافعين. بالإضافة إلى إنها تولت إدارة ورشة فلسطين للكتابة.
كتبت أبو الحيات الرواية والشعر وقصص للأطفال. أصدرت أولى روايتها ”حبّات السكّر“ عام 2004، وأتبعتها بأولى دواوينها الشعرية ”ما قالته فيه“ عام 2007. وقدمت إسهاماتها في مجال أدب الأطفال، فكتبت لعدة برامج تلفزيونية للأطفال منها ”إفتح يا سمسم“ وأنتجت معهم مجموعة من القصص، من بينها ”مسعودة السلحفاة“ و«كيكي وكوكو في العيادة». ولسنوات عديدة، قدمت برنامج الأطفال مثل ”فرحان والأصدقاء“ على فضائية تلفزيون فلسطين. تُرجمت البعض من قصصها إلى لغات أخرى، من بينها قصة ”قصة قبل النوم“ إلى اللغة السويدية ونشرت في السويد، وقصة ”بركة الأسئلة الزرقاء“ إلى اللغة الإنجليزية ونشرت في الولايات المتحدة الأمريكية. كما ترجمت أبو الحيات  بنفسها مجموعة من الروايات العالمية إلى اللغة العربية منها رواية ”كولكا“ للكاتب بينغت أولسون، و”العجوز التي كسرت كل الحواجز“ للكاتبة كاثرين إنغلمان، و”الطائر الأحمر“ للكاتبة إستريد ليندغرين.

## مؤلفاتها

### روايات
- ”حبات السكر“، بيت الشعر الفلسطيني، رام الله، 2004.[7]
- ”عتبة ثقيلة الروح“، مؤسسة أوغاريت، 2011.
- ”حين يعود أبي – المرحلة السادسة – مبتدئ“، أصالة للنشر، بيروت، 2014.
- ”فساتين بيتية وحروب“، الأهلية للنشر والتوزيع، عمّان، 2016.
- ”لا أحد يعرف فئة دمه“، دار الآداب، بيروت، 2017.
- ”جليتر“، مكتبة منشورات المتوسط، بغداد، 2018.

### قصص أطفال
- ”قصة قبل النوم“، مؤسسة تامر للتعليم المجتمعي، رام الله، 2011.
- ”مسعودة السلحفاة“، دار الهدهد للنشر والتوزيع، دبي، 2015.
- ”كيكي وكوكو في العيادة“، دار الهدهد للنشر والتوزيع، دبي، 2015.
- ”بركة الأسئلة الزرقاء“، ورشة فلسطين للكتابة، رام الله، ومكتبة منشورات المتوسط، بغداد، 2016.
- ”فلفول في بيت الغول“، ورشة فلسطين للكتابة، رام الله، 2016.
- ”أسئلة في حقيبة سفر“، جمعيّة تغيير، 2016.
- ”بشور“، جمعيّة تغيير، 2017.
- ”طباخة الكلمات“، جمعيّة تغيير، 2017.
- ”وليد“، 2020.

### دواوين شعرية
- ”ما قالته فيه“، منشورات بيت الشعر الفلسطيني، 2007.
- ”تلك الابتسامة.. ذلك القلب“، دار راية للنشر والترجمة، حيفا، 2012.

### ترجماتها
- ”الطائر الأحمر" للكاتبة إستريد ليندغرين، مؤسسة تامر للتعليم المجتمعي، 2012.[2]
- ”كولكا“ للكاتب بينغت أولسون، دار المنى، الجيزة، 2017.[2]
- ”العجوز التي كسرت كل الحواجز“ للكاتبة كاثرين إنغلمان، دار المنى، الجيزة.[2]

## منح
- حصلت أبو الحيات على منحة «آفاق» التي منحها صندوق الثقافة العربي عن رواية ”لا أحد يعرف فئة دمه“، 2011.[8]